# 7 Faces of Dr. Lao
7 Faces of Dr. Lao (br As 7 Faces do Dr. Lao) é um filme norte-americano de 1964, dos gêneros aventura e fantasia, dirigido por George Pal. O roteiro de Charles Beaumont adaptou o romance de fantasia de 1935, O Circo do Dr. Lao, de Charles G. Finney. A história narra a visita de um circo mágico a uma pequena cidade no sudoeste dos Estados Unidos, chamada Abalone, e os seus inebriantes efeitos que envolvem sua população.

## Elenco
- Tony Randall…vários personagens:
  - Dr. Lao, o visitante chinês
  - Abominável Homem das Neves
  - Mago Merlin
  - Apolônio de Tiana
  - Pã
  - Serpente gigante
  - Medusa
  - Membro da assistência
- Arthur O'Connell…Clint Stark, o magnata
- Barbara Eden…Angela Benedict, a bibliotecária viúva
- John Ericson…Ed Cunningham, o editor
- Kevin Tate…Mike Benedict, o órfão
- Noah Beery Jr. …Sam
- Eddie Little Sky…George G. George, o índio
- Royal Dano…Casey
- Frank Cady…Prefeito James Sargent

## Sinopse
No começo do século XX, um misterioso homem chinês chega montado num burro em Abalone, no Arizona. De posse de um único elemento visível, um pequeno e esférico aquário ocupado por um peixe exótico. Este visitante mágico, Dr. Lao, adentra-se ao estabelecimento do editor Edward Cunningham, dono do jornal local, o Abalon Diary Star, e coloca um grande anúncio sobre o seu circo, que irá exibir-se na cidade por duas noites apenas.
Apesar de ser calma, Abalone não é um lugar pacífico: o rico fazendeiro Clint Stark tem a informação privilegiada de que uma estrada de ferro está chegando à cidade, e planeja comprar o lugar, enquanto a terra é barata. Stark tem uma complicação: a oposição de Cunningham, o qual não se deixa influenciar por suas ações "filantrópicas". O jovem editor é novo na cidade e pretende protegê-la de Stark, e que está também romanticamente a perseguir uma a bibliotecária local, Angela Benedict, uma mulher reprimida e adorável, ainda lamentando a morte prematura de seu marido, e mãe de um único filho, que encanta-se com o circo e suas atrações.
Depois de fazer algumas investigações, Cunningham visita o lugar onde o circo foi instalado na periferia e acaba descobrindo a cidade natal de Lao, onde alega ter nascido, e o confronta dizendo que tal lugar desapareceu há séculos. Assim, Lao se desvia das perguntas de Cunningham.
Enquanto Lao coloca cartazes pela cidade anunciando o seu circo, ele é auxiliado pelo filho de Angela, o pequeno Mike, que descobre que o andarilho misterioso tem 7.322 anos de idade.
O circo abre as suas portas e toda a população comparece ao evento. Entre os curiosos estão incluídos uma mulher perversa e uma autoabsorvida matrona, que se apega a sua autoimagem de uma beleza jovem. Lao usa suas muitas faces para oferecer sua sabedoria aos visitantes mas apenas alguns deles tomam a atenção. Stark assiste as atrações, como Apolônio de Tiana, o vidente, e uma grande serpente, a qual percebe-se uma certa semelhança…
Mike faz amizade com o patético e cansado Merlin e Angela é despertada de sua repressão emocional pela música envolvente de Pan, um ser da politeísta mitologia grega. A aparição da Medusa se faz descrente a princípio, até que um incidente com a explosiva personagem que é transformada em pedra diante dos olhos de todos. Lao tenta acalmar a todos enquanto Merlin restaura a mulher ao seu estado anterior, mas com renovado espírito.
Enquanto isso, dois capangas de Stark destroem o escritório do pequeno jornal. Cunningham e seu assistente descobrem a invasão e a devastação, acabando por afogar suas mágoas em um bar. Cambaleando, voltam a fim de restaurar o que sobrou, deparam-se com os danos todos sanados por milagre e atribuem a mágica a Lao. Eles correm para uma nova edição às pressas para impressão, que Cunningham entrega pessoalmente para Stark, para ver sua reação.
Mike vista Lao à noite e tenta conseguir um emprego, exibindo seus embaraçados malabarismo e habilidades. Lao, por sua vez oferece alguns conselhos e observações sobre o mundo. Mike não entende e Lao afirma que também não.
Na noite seguinte, Lao apresenta seu "grand finale", uma lanterna mágica mostrando uma cidade mítica de "Woldercan", povoada por sósias da própria cidade de Abalone. É destruída quando sucumbe à tentação personificada por Stark. O show termina em explosões e as trevas, mas assim que as luzes da casa gradualmente voltam, os habitantes se encontram agora em uma reunião da cidade, prontos para votação sobre a proposta de Stark. A maioria rejeita a proposta de Stark, o mesmo que acaba por relatar sobre a estrada de ferro que vem prometendo fortunas para a cidadezinha. E salienta que todos têm uma dívida de gratidão para com Lao. A golpes de tempestade de areia, todos são dispersos.
Angela confessa-se para Ed, finalmente, admitindo que ela está apaixonada por ele. Capangas do Stark, confundidos pela aparente mudança da personalidade do chefe, em uma bebedeira decidem pôr abaixo o circo de Lao. Infelizmente, eles quebram o aquário do mascote do Lao, libertando o peixinho, e os capangas acabam conhecendo a revelação dele como uma serpente do mar. Depois que são perseguidos pelo monstro, os dois bandidos fogem. Então, Mike ajuda Dr. Lao a conjurar uma mágica para a besta.
No final, o circo vai embora, mas Lao deixa para Mike três bolas de madeira. Ele é capaz de manipulá-los habilmente, e a voz do Lao lembra o telespectador o que ele disse a Mike: “O Circo do Dr. Lao é a própria vida, e tudo nele é uma maravilha”.

## Premiação
O filme recebeu o Oscar, de forma honorária, pelo trabalho de maquiagem, realizado por William J. Tuttle.

## Recepção
7 Faces of Dr. Lao  obteve uma recepção positiva de vários críticos de cinema. Rotten Tomatoes, um agregador de resenhas, relata que 100% dos seis críticos entrevistados deram ao filme uma resenha positiva; a avaliação média é 7/10. Howard Thompson de The New York Times chamou o filme de "fantasia pesada, grossa e pequena, colocada com uma bigorna".